# Democratische Partij van de Maagdeneilanden
De Democratische Partij van de Maagdeneilanden is een politieke partij in de Amerikaanse Maagdeneilanden. Ze won de gouverneursverkiezingen van 2006, doordat hun kandidaat John de Jongh met 57,3% gekozen werd tot gouverneur van de Amerikaanse Maagdeneilanden. Op 7 november 2006, de laatste verkiezingen, behaalde de partij 8 van de 15 zetels van het parlement van de Amerikaanse Maagdeneilanden.